# Ein Loch ist im Eimer
Ein Loch ist im Eimer ist ein deutsches Volks- und Kinderlied.

## Aufbau
Das Lied ist als Duett zwischen einer ersten unverständig nachfragenden Person und einer zweiten geduldig antwortenden Person aufgebaut: 
 Um das Loch im Eimer flicken zu können, benötigt man Stroh. Um das Stroh zu schneiden, braucht man ein Beil (ursprünglich gemeint vermutlich ein „Wiesenbeil“, eine Art Machete), um das Beil zu schärfen, einen Schleifstein, um diesen zu befeuchten, Wasser. Dafür wiederum wäre ein Eimer vonnöten, aber ... „ein Loch ist im Eimer“. Das Kernmotiv des Liedes könnte sich also in Form eines Kettenlieds zyklisch wiederholen, wenn es nicht in den meisten Varianten der Volksliedfassung in der letzten Strophe abgebrochen würde („Lass es sein, dumme, dumme Liese!“). Demgegenüber bleibt das Ende in der Textfassung des Medium-Terzetts offen.

## Mögliche Ursprünge
Die früheste überlieferte Quelle des Volkslieds dürfte das deutsche Bergliederbüchlein (um 1700) sein. Es enthält das Lied als Zwiegespräch zwischen der unbeholfenen Liese und einer zweiten, nicht genannten Person.
| 1.) Meine liebe Liese wolte wandern erbarme dich :\|: was wird sie mir mitbr(i)ngen ein Beltz meine liebe Liese komm schlaff bey mir :\|:. 2.) Wenn der Beltz ein Loch hat – :\|: stop es zu meine liebe Liese – 3.) Womit soll ich es zustopffen – :\|: mit Stroh, meine liebe Liese – 4.) Wenn das Stroh zu lang ist – :\|: hack es ab, meine liebe Liese – | 5.) Womit sol ichs abhacken – :\|: mit den Beil meine liebe Liese – 6.) Wenn das Beil zu stumpff ist – :\|: lass schleiffen meine liebe Liese – 7.) Worauf sol ich es schleiffen – :\|: auf den Stein meine liebe Liese – 8.) Wenn der Stein so drucken ist – :\|: thu Wasser drauff meine liebe Liese – 9.) Womit sol ichs drauff machen – :\|: mit den diedel diedel deygen – |

Unter dem Titel Heinrich und Liese ist das Lied, ursprünglich wohl aus dem Hessischen, in verschiedenen textlichen, mundartlichen und melodischen Varianten überliefert. Es wurde häufig als Studentenlied gesungen und wurde 1858 im Allgemeinen Deutschen Kommersbuch veröffentlicht. Ludwig Erk und Franz Magnus Böhme drucken es im Deutschen Liederhort (1894) in drei Text- und zwei Melodievarianten ab und verweisen auf das entsprechende flämische Lied Mooy Bernardyn („Wat doet gy in het groene veld?“). Im Zupfgeigenhansl (1909) wurde die Volksweise als Wenn der Topp aber nu e Loch hat veröffentlicht und erfuhr dadurch noch weitere Verbreitung.

## Zeitgenössische Interpretationen
Eine deutsche Interpretation stammt von der Gruppe Medium-Terzett, wurde im Jahre 1964 aufgenommen und ist auf dem gleichnamigen Album zu hören. Die Neuauflage des Albums erschien 1997 (Spectrum) auf CD. Reinhard Mey und Rainhard Fendrich spielten 1986 eine abgewandelte Version mit dem Titel Loch in der Kanne ein. Dieses Stück ist mittlerweile als Titel auf Fendrichs Album Raritäten (Amadeo, 2001) veröffentlicht worden.
Im Vorspann einer Folge Janoschs Traumstunde wird das Lied ebenfalls gesungen; Liese ist eine Gans, Heinrich ein Elefant.
Eine englische Version mit dem Titel Hole in the Bucket wurde 1960 von Harry Belafonte und Odetta eingespielt und landete 1961 in der britischen Hitparade auf Platz 32. Auch Burl Ives hat es schon 1959 unter dem Titel There's A Hole In My Bucket aufgenommen.